# Discours de Vallouise

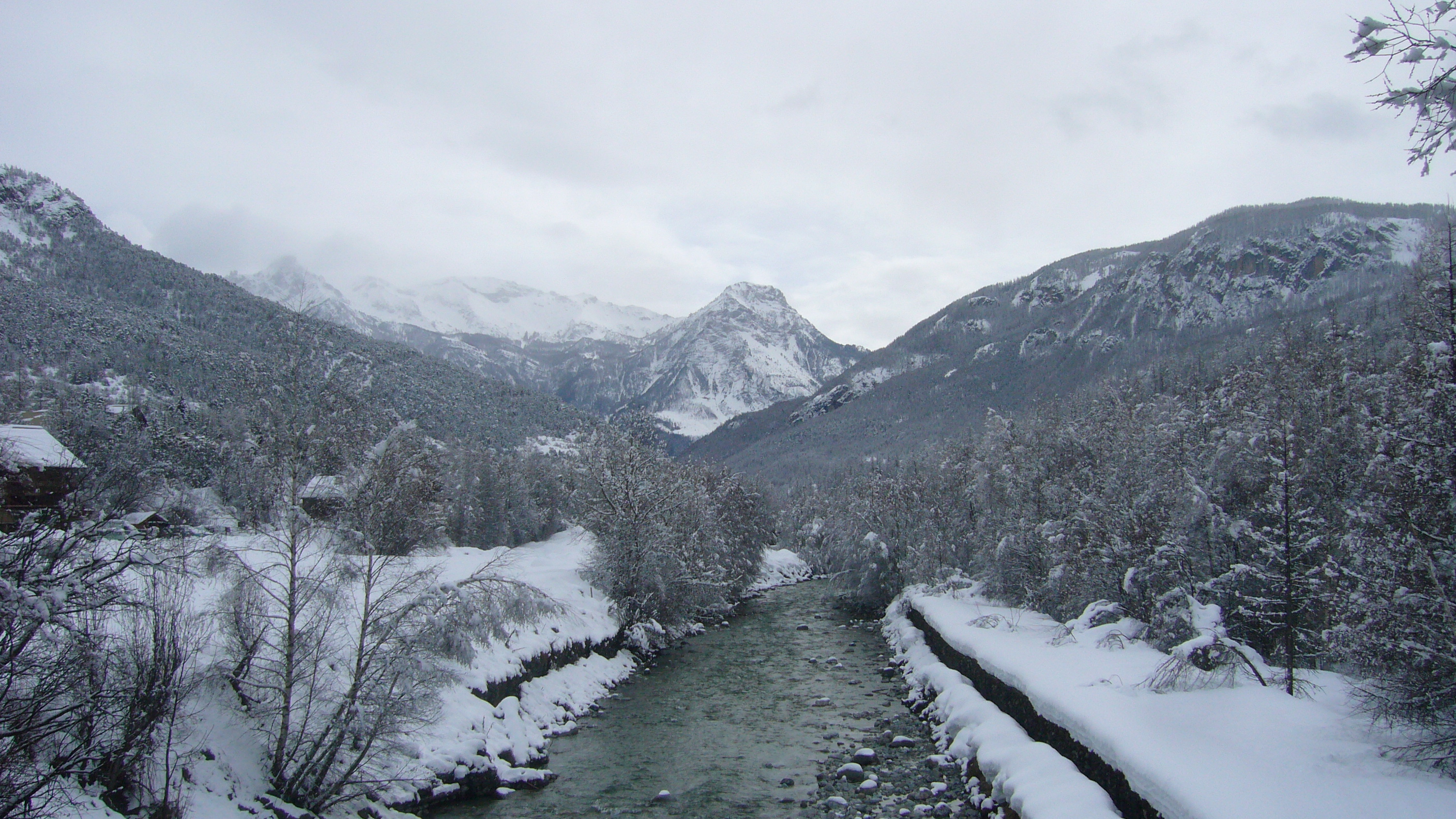
Vallouise, vallée de l'Onde.

Le discours de Vallouise est un discours prononcé à Vallouise, aux portes du parc national des Écrins, dans les Alpes françaises, par le président français Valéry Giscard d'Estaing le 23 août 1977 : il y annonce que la montagne doit être « vivante, active et protégée ».

## Contexte
Depuis l'adoption du Plan neige (1963), de nombreuses stations de ski « à la française » ont vu le jour. Cette pratique a eu pour conséquences la dépossession des montagnards de leurs terres, l'absence de concertation et les pots-de-vin, les scandales immobiliers, le non-respect des sites soumis à des avalanches ainsi que dégradation de l’environnement, ce qu'a dénoncé D. Arnaud dans La Neige empoisonnée (1975).

## De la théorie...

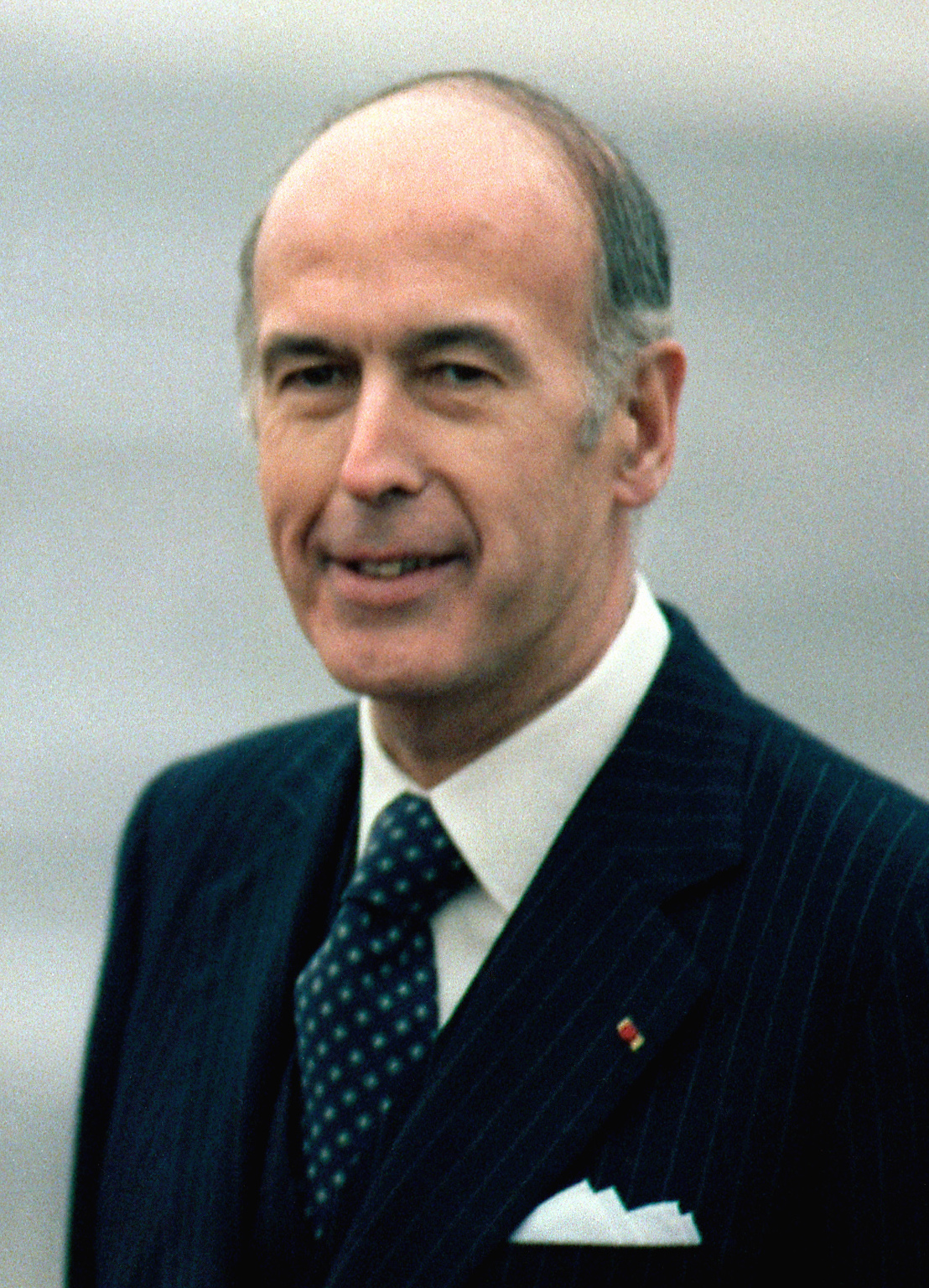
Valéry Giscard d’Estaing en 1978.

Giscard d'Estaing déclare : « Trop de résidences secondaires s’éparpillent au gré des ventes de terres agricoles. Trop de stations de ski furent implantées sans tenir compte suffisamment des populations locales et des contraintes de l’environnement. L’effort de l’État portera dorénavant sur un tourisme intégré à d’autres activités, accessible au plus grand nombre, respectueux des sites et des paysages. »

## À la pratique
Désormais, une commune est une commune montagnarde si elle connaît « une limitation des possibilités d’utilisation de la terre en fonction des conditions climatiques ». Les procédures de création de nouvelles stations de ski (Unités Touristiques Nouvelles) interdisent les sites vierges en haute montagne et le long des rivages lacustres.